# Hans von Mžik
Hans von Mžik, ab 1919 Hans Mžik (* 24. Juli 1876 in Rzeszów, Galizien; † 1961 in Wien) war ein österreichischer Orientalist, Historiker, Geograph und Bibliothekar. Er war seit 1921 Leiter der Kartensammlung an der Österreichischen Nationalbibliothek und Mitbegründer der Reihe Museion. Nebenamtlich lehrte er an der Universität Wien als außerordentlicher Professor für Historische Geographie des Orients. Einem breiten Lesepublikum bekannt geworden ist er durch seine Bearbeitung der Reise des Arabers Ibn Batuta durch Indien und China.
Der Sohn eines Oberstleutnants der k.u.k. Armee war evangelischer Konfession, er besuchte Gymnasien in Troppau (Österreichisch-Schlesien) und Wien. An der Universität Wien studierte Mžik zunächst Rechtswissenschaft, wechselte aber 1898/99 an die Philosophische Fakultät, wo er sich den orientalischen Sprachen, der Geschichte und Geographie des Orients zuwandte. Mit einer Dissertation über Das Vezirat bei den Arabern wurde er 1904 zum Dr. phil. promoviert.
Ab 1903 arbeitete Mžik als Beamter an der k. k. Hofbibliothek (ab 1920 Österreichische Nationalbibliothek). Er heiratete 1911 Paula Horschitz, die vor der Eheschließung vom Judentum zum evangelischen Christentum übertrat. Mžik habilitierte sich 1917 an der Universität Wien für Historische Geographie des Orients. Hauptberuflich arbeitete er aber weiter an der Österreichischen Nationalbibliothek, wo er ab 1921 der Kartensammlung vorstand. Ihm wurde 1929 der Titel eines außerordentlichen Professors verliehen, 1934 wurde er zum Hofrat ernannt. Seine akademische Lehrbefugnis wurde 1935 um Mittelalterliche und Neuzeitliche Geschichte sowie Kulturgeschichte des Orients erweitert.
Nach dem „Anschluss“ Österreichs an NS-Deutschland widerriefen die neuen Machthaber im April 1938 Mžiks Lehrbefugnis an der Universität und versetzten ihn Ende Juli desselben Jahres auch als Oberstaatsbibliothekar in den dauernden Ruhestand. Hintergrund war die jüdische Herkunft seiner Ehefrau. Nach dem Ende der NS-Herrschaft kehrte Mžik – mittlerweile 69 Jahre alt – nicht mehr an die Universität zurück.

## Veröffentlichungen (Auswahl)
- Die Reise des Arabers Ibn Baṭūṭa durch Indien und China (= Bibliothek denkwürdiger Reisen. Band 5). Gutenberg-Verlag, Hamburg 1911.
- Erdmessung, Grad, Meile und Stadion nach den altarmenenischen Quellen. Ein Beitrag zur Geschichte der Erdkunde und der Kulturbeziehungen zwischen Hellenismus und Armeniertum (= Studien zur armenischen Geschichte. Band 6). Mechitharisten-Kongregation, Wien 1933.